# Pårtetjåkkå
Pårtetjåkkå (též Bårddetjåhkkå, 2005 m n. m.) je hora ve Skandinávském pohoří. Nachází se v severním Švédsku v kraji Norrbotten na území komuny Jokkmokks. Leží na území Národního parku Sarek. S nadmořskou výškou 2005 m se jedná o šestou nejvyšší horu Švédska (jedenáctou, pokud se počítají i vedlejší vrcholy). Pod vrcholem zřídil v roce 1910 Axel Hamberg výzkumnou stanici.